# Ankaa
Ankaa (von arabisch عنقاء, DMG ʿanqāʾ ‚Phönix‘) ist der Eigenname des Sterns α Phoenicis (Alpha Phoenicis, kurz α Phe). Anstelle eines Phönix' sahen mittelalterliche arabische Astronomen in der Sternkonstellation ein kleines Boot und gaben Ankaa daher den Eigennamen an-Nair az-Zauraq / النائر الزورق / an-nāʾir az-zawraq / ‚der Strahlende des Bootes‘.
Ankaa ist mit einer scheinbaren Helligkeit von +2,4 mag der hellste Stern im Phoenix und gehört der Spektralklasse K0 III an. Die Entfernung des Sterns von der Erde beträgt 85 Lichtjahre. Er ist ein spektroskopischer Doppelstern mit einer Umlaufszeit von 3849 Tagen. In für astronomische Verhältnisse relativ „kurzer“ Zeit wird er seine äußere Hülle als Planetarischer Nebel abstoßen und zu einem Weißen Zwerg werden.